# كورنيليس كورت
كورنيليس كورت (بالهولندية: Cornelis Cort) هو نقاش ورسام هولندي ولد في سنة 1533 في مدينة هورن. بعد تعلمه الرسم انتقل إلى إيطاليا وعرف هناك باسم كورنيليو فيامنغو وخدم عند أسرة ميديشي في فلورنسا ثم إنتقل إلى البندقية وفي أواخر حياته إنتقل إلى روما حيث توفي هناك في 17 مارس 1578.